# Kecamatan Rembang (distrikt i Indonesien, Jawa Tengah, lat -7,27, long 109,51)
Kecamatan Rembang är ett distrikt i Indonesien.   Det ligger i provinsen Jawa Tengah, i den västra delen av landet, 300 km öster om huvudstaden Jakarta.